# Neosparton aphyllum
Neosparton aphyllum o vulgarmente llamado barba de tigre o retamillo es una planta del género  Neosparton, ésta solo se encuentra en La Pampa, Río Negro, Neuquén y Mendoza provincias de Argentina.
El Neosparton aphyllum constituye un conjunto de plantas abundantes en su zona endémica. Es un arbusto erguido que se alza desde el metro hasta el metro y medio. Es un subafilo, de un tipo muy ramoso. Ramillas flexuosas, cilíndricas, longitudinales estriadas. Las estrías varían entre las pseudodicotómicas opuestas o las verticiladas.
- Datos: Q15435270